# Підгайний Сергій Григорович
Сергі́й Григо́рович Підга́йний (нар. 15 лютого 1977, Канів, Черкаська область, Українська РСР, СРСР) — голова Укравтодору у період з 4 червня 2014 роки до 16 вересня 2015 року.

## Життєпис
Сергій Григорович Підгайний народився 15 лютого 1977 року в українському місті Канів, що на той час знаходило у складі Черкаської області Української РСР СРСР.
У 1999 році закінчив Одеську державну академію будівництва та архітектури за спеціальністю «Теплогазопостачання і вентиляція».
У період 2000—2001 років працював виконробом підприємства «Ремцентр» у місті Одеса, а наступні, 2001—2004 роки, був директором підприємства «Строй-Систем» міста Одеса. 2004 року був менеджером із виробництва Старокінного ринку. Також у 2004—2005 роки — виконроб ТОВ «Еліт-Строй».
Наступні роки працював на різних посадах у місцевій владі міста Одеси. Так, у період 2005—2009 років — начальник управління дорожнього господарства та благоустрою міста Одеської міської ради, управління дорожнього господарства Одеської міської ради, а у період 2009—2010 років — голова Приморської районної адміністрації Одеси. У 2010—2012 роки — виконувач обов'язків начальника, начальник управління дорожнього господарства Одеської міської ради, а у 2012—2013 роки виконувач обов'язків заступника голови, заступник Одеського міського голови з питань діяльності виконавчих органів ради. У 2013—2014 роки Підгайний — начальник управління дорожнього господарства Одеської міської ради.
3 квітня 2014 року був призначений на посаду заступника голови Державного агентства автомобільних доріг України. 16 вересня 2015 року голова Державного агентства автомобільних доріг «Укравтодор» Сергій Підгайний подав у відставку, написавши заяву на звільнення за власним бажанням.